# 2008년 전미 비평가 협회상
제43회 전미 비평가 협회상은 2008년 최고의 영화를 기리기 위해 2009년 1월에 열린 시상식이다.

## 수상 및 후보

### 작품상
- 바시르와 왈츠를 - 아리 폴만 수상

### 감독상
- 해피 고 럭키 - 마이크 리 수상

### 여우주연상
- 해피 고 럭키 - 샐리 호킨스 수상

### 남우주연상
- 밀크 - 숀 펜 수상

### 여우조연상
- 천국의 가장자리 - 한나 쉬굴라 수상

### 남우조연상
- 해피 고 럭키 - 에디 마산 수상

### 각본상
- 해피 고 럭키 - 마이크 리 수상

### 촬영상
- 슬럼독 밀리어네어 - 안소니 도드 맨틀 수상

### 실험영화상
- 라즐 다즐 - 다렌 애쉬턴 수상